# Cirkálósúly
A cirkálósúly súlycsoport a profi ökölvívásban
A nehézsúly és a félnehézsúly között helyezkedik el, a felső súlyhatára 200 font (90,7 kg)
Sokáig a félnehézsúly és a nehézsúly számított a két legnagyobb súlycsoportnak. Az emberi átlagmagasság növekedése azonban az 1980-as évek elejétől további elkülönítést tett indokolttá. Az amatőröknél ezt úgy oldották meg, hogy a nehézsúlynak felső határt szabtak, felette létrehozták a szupernehézsúlyt. A profiknál azonban a hagyományok miatt ragaszkodtak a nehézsúly szerepéhez, így az alsó határát tolták feljebb és alatta hozták létre a cirkálósúlyt.
A négy jelentős világszervezet  bajnokai
| WBA               | WBC           | IBF             | WBO         |
| Arsen Goulamurian | Ilunga Makabu | Yuniel Dirticos | betöltetlen |